# Кубок Украины по футболу 1996/1997
В шестом розыгрыше Кубка Украины по футболу сезона 1996/97 года приняли участие 73 команды. Проходил с 14 августа 1996 года по 25 мая 1997 года.

## Участники
| Клубы высшей лиги: | Клубы первой лиги: | Клубы второй лиги: | Клубы второй лиги: |
| - «Ворскла» (Полтава) - «Динамо» (Киев) - «Днепр» (Днепропетровск) - «Звезда-НИБАС» (Кировоград) - «Карпаты» (Львов) - «Кремень» (Кременчуг) - «Кривбасс» (Кривой Рог) - «Металлург» (Запорожье) - «Нива» (Винница) - «Нива» (Тернополь) - «Прикарпатье» (Ивано-Франковск) - «Таврия» (Симферополь) - «Торпедо» (Запорожье) - ЦСКА (Киев) - «Черноморец» (Одесса) - «Шахтер» (Донецк) | - «Буковина» (Черновцы) - «Верес» (Ровно) - «Волынь» (Луцк) - «Динамо-2» (Киев) - «Днепр» (Черкассы) - «Закарпатье» (Ужгород) - «Заря» (Луганск) - «Кристалл» (Чортков) - ФК «Львов» - «Металлург» (Донецк) - «Металлург» (Мариуполь) - «Металлург» (Никополь) - «Металлист» (Харьков) - СК «Николаев» - «Нефтяник» (Ахтырка) - СК «Одесса» - «Подолье» (Хмельницкий) - «Полиграфтехника» (Александрия) - «Сталь» (Алчевск) - «Химик» (Житомир) - «Химик» (Северодонецк) - «ЦСКА-2» (Киев) - «Шахтер» (Макеевка) - «Явор» (Краснополье) | - «Авангард» (Мерефа) - «Авангард-Индустрия» (Ровеньки) - «Бумажник» (Малин) - «Виктор» (Запорожье) - «Газовик» (Комарно) - «Галичина» (Дрогобыч) - «Гарай» (Жолква) - «Горняк» (Комсомольск) - «Динамо» (Саки) - «Десна» (Чернигов) - ФК «Калуш» - «Карпаты» (Мукачево) - «Керамик» (Барановка) - «Кристалл» (Херсон) - «Локомотив» (Смела) - «Металлург» (Новомосковск) - «Меховик» (Тысменица) | - «Нерафа» (Славутич) - «Нива» (Бершадь) - «Оболонь» (Киев) - «Олимпия ФК АЭС» (Южноукраинск) - «Оскол» (Купянск) - ФК «Петровцы» - «Покутье» (Коломыя) - «Портовик» (Ильичевск) - «Портовик» (Керчь) - «Рось» (Белая Церковь) - «Система-Борекс» (Бородянка) - «Титан» (Армянск) - «Торпедо» (Мелитополь) - «Факел» (Варва) - «Шахтер-2» (Донецк) - «Шахтер» (Стаханов) |

## 1/128 финала
| Команда 1              | Счёт       | Команда 2                       |
| ---------------------- | ---------- | ------------------------------- |
| 14 августа 1996 года   |            |                                 |
| «Покутье» (Коломыя)    | 1:2 (д.в.) | «Галичина» (Дрогобыч)           |
| «Бумажник» (Малин)     | 1:0        | «Керамик» (Барановка)           |
| «Нерафа» (Славутич)    | 2:4        | «Факел» (Варва)                 |
| «Нива» (Бершадь)       | 1:0 (д.в.) | «Рось» (Белая Церковь)          |
| «Портовик» (Керчь)     | 0:1 (д.в.) | «Динамо» (Саки)                 |
| «Портовик» (Ильичевск) | 1:0        | «Торпедо» (Мелитополь)          |
| «Горняк» (Комсомольск) | 0:1        | «Шахтер-2» (Донецк)             |
| ФК «Петровцы»          | 3:1        | «Авангард» (Мерефа)             |
| «Локомотив» (Смела)    | 2:0        | «Олимпия ФК АЭС» (Южноукраинск) |

## 1/64 финала
| Команда 1                    | Счёт         | Команда 2                       |
| ---------------------------- | ------------ | ------------------------------- |
| 28 августа 1996 года         |              |                                 |
| «Галичина» (Дрогобыч)        | 1:0          | «Закарпатье» (Ужгород)          |
| «Бумажник» (Малин)           | 0:1          | «Верес» (Ровно)                 |
| «Факел» (Варва)              | 0:1          | «Десна» (Чернигов)              |
| «Нива» (Бершадь)             | 1:1 (п. 2:3) | «Газовик» (Комарно)             |
| «Оболонь» (Киев)             | 3:0          | «Днепр» (Черкассы)              |
| «Карпаты» (Мукачево)         | 2:1          | ФК «Калуш»                      |
| «Система-Борекс» (Бородянка) | 2:2 (п. 7:8) | «ЦСКА-2» (Киев)                 |
| «Гарай» (Жолква)             | 2:0          | «Меховик» (Тысменица)           |
| «Оскол» (Купянск)            | 1:0          | «Металлист» (Харьков)           |
| «Шахтер» (Стаханов)          | 1:2          | «Металлург» (Донецк)            |
| «Виктор» (Запорожье)         | 1:0          | «Металлург» (Новомосковск)      |
| «Динамо» (Саки)              | 2:1          | «Титан» (Армянск)               |
| «Портовик» (Ильичевск)       | 2:1          | СК «Одесса»                     |
| «Шахтер-2» (Донецк)          | 0:2          | «Металлург» (Мариуполь)         |
| ФК «Петровцы»                | 1:0          | «Авангард-Индустрия» (Ровеньки) |
| «Локомотив» (Смела)          | 0:1          | «Кристалл» (Херсон)             |

## 1/32 финала
| Команда 1               | Счёт         | Команда 2                       |
| ----------------------- | ------------ | ------------------------------- |
| 15 сентября 1996 года   |              |                                 |
| «Портовик» (Ильичевск)  | 3:0          | СК «Николаев»                   |
| 18 сентября 1996 года   |              |                                 |
| «Галичина» (Дрогобыч)   | 0:0 (п. 2:4) | «Буковина» (Черновцы)           |
| «Верес» (Ровно)         | 2:3 (д.в.)   | «Волынь» (Луцк)                 |
| «Десна» (Чернигов)      | -:+          | «Явор» (Краснополье)            |
| «Газовик» (Комарно)     | 3:0          | «Подолье» (Хмельницкий)         |
| «Оболонь» (Киев)        | 1:2          | «Динамо-2» (Киев)               |
| «Карпаты» (Мукачево)    | 3:2          | «Кристалл» (Чортков)            |
| «ЦСКА-2» (Киев)         | 2:1          | «Химик» (Житомир)               |
| «Гарай» (Жолква)        | 0:1          | ФК «Львов»                      |
| «Оскол» (Купянск)       | 0:0 (п. 3:2) | «Нефтяник» (Ахтырка)            |
| «Металлург» (Донецк)    | 3:2 (д.в.)   | «Шахтер» (Макеевка)             |
| «Виктор» (Запорожье)    | 0:2          | «Полиграфтехника» (Александрия) |
| «Динамо» (Саки)         | 1:0          | «Сталь» (Алчевск)               |
| «Металлург» (Мариуполь) | 5:0          | «Заря» (Луганск)                |
| ФК «Петровцы»           | 0:2 (д.в.)   | «Химик» (Северодонецк)          |
| «Кристалл» (Херсон)     | 3:3 (п. 5:6) | «Металлург» (Никополь)          |

## Турнирная сетка
| 1/16 финала 8-9 октября 1996    | 1/16 финала 8-9 октября 1996 | 1/16 финала 8-9 октября 1996 | 1/16 финала 8-9 октября 1996 |  |                                 | 1/8 финала 17 октября 1996  | 1/8 финала 17 октября 1996 | 1/8 финала 17 октября 1996 | 1/8 финала 17 октября 1996 |  |  | Четвертьфиналы 30 октября 1996 13 ноября 1996 | Четвертьфиналы 30 октября 1996 13 ноября 1996 | Четвертьфиналы 30 октября 1996 13 ноября 1996 | Четвертьфиналы 30 октября 1996 13 ноября 1996 |  |  | Полуфиналы 6 марта 1997 10 марта 1997 | Полуфиналы 6 марта 1997 10 марта 1997 | Полуфиналы 6 марта 1997 10 марта 1997 | Полуфиналы 6 марта 1997 10 марта 1997 |  |  | Финал 25 мая 1997        | Финал 25 мая 1997 |
| ------------------------------- | ---------------------------- | ---------------------------- | ---------------------------- |  | ------------------------------- | --------------------------- | -------------------------- | -------------------------- | -------------------------- |  |  | --------------------------------------------- | --------------------------------------------- | --------------------------------------------- | --------------------------------------------- |  |  | ------------------------------------- | ------------------------------------- | ------------------------------------- | ------------------------------------- |  |  | ------------------------ | ----------------- |
|                                 |                              |                              |                              |  |                                 |                             |                            |                            |                            |  |  |                                               |                                               |                                               |                                               |  |  |                                       |                                       |                                       |                                       |  |  |                          |                   |
| «Динамо-2» (Киев)               |                              |                              | 0                            |  |                                 |                             |                            |                            |                            |  |  |                                               |                                               |                                               |                                               |  |  |                                       |                                       |                                       |                                       |  |  |                          |                   |
| «Черноморец» (Одесса)           |                              |                              | 4                            |  |                                 | «Черноморец» (Одесса)       |                            |                            | 7                          |  |  |                                               |                                               |                                               |                                               |  |  |                                       |                                       |                                       |                                       |  |  |                          |                   |
| «Карпаты» (Мукачево)            |                              |                              | 2                            |  | «Карпаты» (Мукачево)            |                             |                            | 0                          |                            |  |  |                                               |                                               |                                               |                                               |  |  |                                       |                                       |                                       |                                       |  |  |                          |                   |
| «Кривбасс» (Кривой Рог)         |                              |                              | 1                            |  |                                 |                             |                            |                            |                            |  |  | «Черноморец» (Одесса)                         | 0                                             | 0                                             | 0                                             |  |  |                                       |                                       |                                       |                                       |  |  |                          |                   |
| ФК «Львов»                      |                              |                              | 2                            |  |                                 |                             |                            |                            |                            |  |  | «Днепр» (Днепропетровск)                      | 1                                             | 3                                             | 4                                             |  |  |                                       |                                       |                                       |                                       |  |  |                          |                   |
| «Днепр» (Днепропетровск)        |                              |                              | 3                            |  |                                 | «Днепр» (Днепропетровск)    |                            |                            | 2                          |  |  |                                               |                                               |                                               |                                               |  |  |                                       |                                       |                                       |                                       |  |  |                          |                   |
| «ЦСКА-2» (Киев)                 |                              |                              | 1                            |  | «Торпедо» (Запорожье)           |                             |                            | 0                          |                            |  |  |                                               |                                               |                                               |                                               |  |  |                                       |                                       |                                       |                                       |  |  |                          |                   |
| «Торпедо» (Запорожье)           |                              |                              | 2                            |  |                                 |                             |                            |                            |                            |  |  |                                               |                                               |                                               |                                               |  |  | «Днепр» (Днепропетровск)              | 3                                     | 0                                     | 3                                     |  |  |                          |                   |
| «Буковина» (Черновцы)           |                              |                              | 1                            |  |                                 |                             |                            |                            |                            |  |  |                                               |                                               |                                               |                                               |  |  | «Металлург» (Запорожье)               | 0                                     | 2                                     | 2                                     |  |  |                          |                   |
| «Карпаты» (Львов)               |                              |                              | 2                            |  |                                 | «Карпаты» (Львов)           |                            |                            | 1                          |  |  |                                               |                                               |                                               |                                               |  |  |                                       |                                       |                                       |                                       |  |  |                          |                   |
| «Волынь» (Луцк)                 |                              |                              | 1                            |  | «Волынь» (Луцк)                 |                             |                            | 0                          |                            |  |  |                                               |                                               |                                               |                                               |  |  |                                       |                                       |                                       |                                       |  |  |                          |                   |
| «Таврия» (Симферополь)          |                              |                              | 0                            |  |                                 |                             |                            |                            |                            |  |  | «Карпаты» (Львов)                             | 1                                             | 0                                             | 1                                             |  |  |                                       |                                       |                                       |                                       |  |  |                          |                   |
| «Явор» (Краснополье)            |                              |                              | 0                            |  |                                 |                             |                            |                            |                            |  |  | «Металлург» (Запорожье)                       | 1                                             | 3                                             | 4                                             |  |  |                                       |                                       |                                       |                                       |  |  |                          |                   |
| «Кремень» (Кременчуг)           |                              |                              | 0                            |  |                                 | «Кремень» (Кременчуг)       |                            |                            | 3                          |  |  |                                               |                                               |                                               |                                               |  |  |                                       |                                       |                                       |                                       |  |  |                          |                   |
| «Газовик» (Комарно)             |                              |                              | 0                            |  | «Металлург» (Запорожье)         |                             |                            | 5                          |                            |  |  |                                               |                                               |                                               |                                               |  |  |                                       |                                       |                                       |                                       |  |  |                          |                   |
| «Металлург» (Запорожье)         |                              |                              | 2                            |  |                                 |                             |                            |                            |                            |  |  |                                               |                                               |                                               |                                               |  |  |                                       |                                       |                                       |                                       |  |  | «Днепр» (Днепропетровск) | 0                 |
| «Металлург» (Никополь)          |                              |                              | 0                            |  |                                 |                             |                            |                            |                            |  |  |                                               |                                               |                                               |                                               |  |  |                                       |                                       |                                       |                                       |  |  | «Шахтёр» (Донецк)        | 1                 |
| «Ворскла» (Полтава)             |                              |                              | 3                            |  |                                 | «Ворскла» (Полтава)         |                            |                            | 2                          |  |  |                                               |                                               |                                               |                                               |  |  |                                       |                                       |                                       |                                       |  |  |                          |                   |
| «Химик» (Северодонецк)          |                              |                              | 4                            |  | «Химик» (Северодонецк)          |                             |                            | 0                          |                            |  |  |                                               |                                               |                                               |                                               |  |  |                                       |                                       |                                       |                                       |  |  |                          |                   |
| «Нива» (Тернополь)              |                              |                              | 0                            |  |                                 |                             |                            |                            |                            |  |  | «Ворскла» (Полтава)                           | 0                                             | 1                                             | 1                                             |  |  |                                       |                                       |                                       |                                       |  |  |                          |                   |
| «Портовик» (Ильичевск)          |                              |                              | 1                            |  |                                 |                             |                            |                            |                            |  |  | «Шахтёр» (Донецк)                             | 0                                             | 2                                             | 2                                             |  |  |                                       |                                       |                                       |                                       |  |  |                          |                   |
| «Звезда-НИБАС» (Кировоград)     |                              |                              | 1                            |  |                                 | «Звезда-НИБАС» (Кировоград) |                            |                            | 0                          |  |  |                                               |                                               |                                               |                                               |  |  |                                       |                                       |                                       |                                       |  |  |                          |                   |
| «Металлург» (Мариуполь)         |                              |                              | 1                            |  | «Шахтер» (Донецк)               |                             |                            | 1                          |                            |  |  |                                               |                                               |                                               |                                               |  |  |                                       |                                       |                                       |                                       |  |  |                          |                   |
| «Шахтер» (Донецк)               |                              |                              | 3                            |  |                                 |                             |                            |                            |                            |  |  |                                               |                                               |                                               |                                               |  |  | «Шахтёр» (Донецк)                     | 2                                     | 3                                     | 5                                     |  |  |                          |                   |
| «Динамо» (Саки)                 |                              |                              | 0                            |  |                                 |                             |                            |                            |                            |  |  |                                               |                                               |                                               |                                               |  |  | ЦСКА (Киев)                           | 1                                     | 0                                     | 1                                     |  |  |                          |                   |
| ЦСКА (Киев)                     |                              |                              | 2                            |  |                                 | ЦСКА (Киев)                 |                            |                            | 1                          |  |  |                                               |                                               |                                               |                                               |  |  |                                       |                                       |                                       |                                       |  |  |                          |                   |
| «Полиграфтехника» (Александрия) |                              |                              | 1                            |  | «Полиграфтехника» (Александрия) |                             |                            | 0                          |                            |  |  |                                               |                                               |                                               |                                               |  |  |                                       |                                       |                                       |                                       |  |  |                          |                   |
| «Прикарпатье» (Ивано-Франковск) |                              |                              | 0                            |  |                                 |                             |                            |                            |                            |  |  | ЦСКА (Киев)                                   | 2                                             | 1                                             | 3                                             |  |  |                                       |                                       |                                       |                                       |  |  |                          |                   |
| «Оскол» (Купянск)               |                              |                              | 2                            |  |                                 |                             |                            |                            |                            |  |  | «Нива» (Винница)                              | 0                                             | 1                                             | 1                                             |  |  |                                       |                                       |                                       |                                       |  |  |                          |                   |
| «Нива» (Винница)                |                              |                              | 3                            |  |                                 | «Нива» (Винница)            |                            |                            | 0                          |  |  |                                               |                                               |                                               |                                               |  |  |                                       |                                       |                                       |                                       |  |  |                          |                   |
| «Металлург» (Донецк)            |                              |                              | 1                            |  | «Динамо» (Киев)                 |                             |                            | 0                          |                            |  |  |                                               |                                               |                                               |                                               |  |  |                                       |                                       |                                       |                                       |  |  |                          |                   |
| «Динамо» (Киев)                 |                              |                              | 1                            |  |                                 |                             |                            |                            |                            |  |  |                                               |                                               |                                               |                                               |  |  |                                       |                                       |                                       |                                       |  |  |                          |                   |

## 1/16 финала

### Результаты
| Команда 1                       | Счёт         | Команда 2                       |
| ------------------------------- | ------------ | ------------------------------- |
| 8 октября 1996 года             |              |                                 |
| «ЦСКА-2» (Киев)                 | 1:2          | «Торпедо» (Запорожье)           |
| 9 октября 1996 года             |              |                                 |
| «Буковина» (Черновцы)           | 1:2 (д.в.)   | «Карпаты» (Львов)               |
| «Волынь» (Луцк)                 | 1:0          | «Таврия» (Симферополь)          |
| «Явор» (Краснополье)            | 0:0 (п. 3:4) | «Кремень» (Кременчуг)           |
| «Газовик» (Комарно)             | 0:2          | «Металлург» (Запорожье)         |
| «Динамо-2» (Киев)               | 0:4          | «Черноморец» (Одесса)           |
| «Карпаты» (Мукачево)            | 2:1 (д.в.)   | «Кривбасс» (Кривой Рог)         |
| ФК «Львов»                      | 2:3          | «Днепр» (Днепропетровск)        |
| «Оскол» (Купянск)               | 2:3          | «Нива» (Винница)                |
| «Металлург» (Донецк)            | 1:1 (п. 5:6) | «Динамо» (Киев)                 |
| «Полиграфтехника» (Александрия) | 1:0          | «Прикарпатье» (Ивано-Франковск) |
| «Динамо» (Саки)                 | 0:2          | ЦСКА (Киев)                     |
| «Портовик» (Ильичевск)          | 1:1 (п. 3:4) | «Звезда-НИБАС» (Кировоград)     |
| «Металлург» (Мариуполь)         | 1:3          | «Шахтер» (Донецк)               |
| «Химик» (Северодонецк)          | 4:0          | «Нива» (Тернополь)              |
| «Металлург» (Никополь)          | 0:3          | «Ворскла» (Полтава)             |

#### Результаты матчей
| «ЦСКА-2» (Киев)  | 1:2             | «Торпедо» (Запорожье)         |
| ---------------- | --------------- | ----------------------------- |
| Бурхан 6′ (авт.) | протокол (укр.) | 32′ Бондаренко · 52′ Вернидуб |

| «Буковина» (Черновцы) | 1:2 (доп. вр.)  | «Карпаты» (Львов) |
| --------------------- | --------------- | ----------------- |
| Минтенко 2′           | протокол (укр.) | 90′, 101′ Маковей |

| «Волынь» (Луцк) | 1:0             | «Таврия» (Симферополь) |
| --------------- | --------------- | ---------------------- |
| Саутин 44′      | протокол (укр.) |                        |

| «Явор» (Краснополье)                                           | 0:0 (доп. вр.)  | «Кремень» (Кременчуг)                                         |
| -------------------------------------------------------------- | --------------- | ------------------------------------------------------------- |
|                                                                | протокол (укр.) |                                                               |
| Пенальти                                                       |                 |                                                               |
| Демьянец · Завгородний · Шуршин · Снытко · Островной · Попович | 3:4             | Ратий · Коновальчук · Лукаш · Новиков · Корпонай · Шейхаметов |

| «Газовик» (Комарно) | 0:2             | «Металлург» (Запорожье)    |
| ------------------- | --------------- | -------------------------- |
|                     | протокол (укр.) | 60′ Богатырь · 67′ Колодин |

| «Динамо-2» (Киев) | 0:4             | «Черноморец» (Одесса)                             |
| ----------------- | --------------- | ------------------------------------------------- |
|                   | протокол (укр.) | 31′ Мглинец · 41′, 71′ Ковалец · 84′ Колесниченко |

| «Карпаты» (Мукачево)        | 2:1             | «Кривбасс» (Кривой Рог) |
| --------------------------- | --------------- | ----------------------- |
| Гей 47′ · Ковтун 99′ (пен.) | протокол (укр.) | 45′ Яковенко            |

| ФК «Львов»              | 2:3             | «Днепр» (Днепропетровск)                           |
| ----------------------- | --------------- | -------------------------------------------------- |
| Лапко 50′ · Лагойда 86′ | протокол (укр.) | 28′ Поклонский · 58′ (пен.) Багмут · 85′ Филимонов |

| «Оскол» (Купянск)   | 2:3             | «Нива» (Винница)                         |
| ------------------- | --------------- | ---------------------------------------- |
| Криворучко 16′, 37′ | протокол (укр.) | 11′ Балацкий · 16′ Романчук · 55′ Паршин |

| «Металлург» (Донецк)                                                                  | 1:1 (доп. вр.)  | «Динамо» (Киев)                                                                          |
| ------------------------------------------------------------------------------------- | --------------- | ---------------------------------------------------------------------------------------- |
| Климовский 17′                                                                        | протокол (укр.) | 68′ Беженар                                                                              |
| Пенальти                                                                              |                 |                                                                                          |
| Жигулин · Король · Климовский · Малеванов · Гаврилов · Кондаков · Дгебуадзе · Волошин | 5:6             | Костюк · Дмитрулин · Косовский · Михайленко · Беженар · Шкапенко · Калитвинцев · Головко |

| «Полиграфтехника» (Александрия) | 1:0             | «Прикарпатье» (Ивано-Франковск) |
| ------------------------------- | --------------- | ------------------------------- |
| Максимов 30′                    | протокол (укр.) |                                 |

| «Динамо» (Саки) | 0:2             | ЦСКА (Киев)                  |
| --------------- | --------------- | ---------------------------- |
|                 | протокол (укр.) | 15′ Закарлюка · 44′ Селезнёв |

| «Портовик» (Ильичевск)                                | 1:1 (доп. вр.)  | «Звезда-НИБАС» (Кировоград)                         |
| ----------------------------------------------------- | --------------- | --------------------------------------------------- |
| Федосеев 61′ (пен.)                                   | протокол (укр.) | 52′ Мызенко                                         |
| Пенальти                                              |                 |                                                     |
| Горбатенко · Головацкий · Ткачёв · Федосеев · Сорочан | 3:4             | Мызенко · Беличенко · Волков · Соболь · Золотницкий |

| «Металлург» (Мариуполь) | 1:3             | «Шахтер» (Донецк)                    |
| ----------------------- | --------------- | ------------------------------------ |
| Пинчук 88′              | протокол (укр.) | 21′ (пен.), 86′ Матвеев · 75′ Онопко |

| «Химик» (Северодонецк)                               | 4:0             | «Нива» (Тернополь) |
| ---------------------------------------------------- | --------------- | ------------------ |
| Мор 63′ · Бабенко 73′ · Городов 76′ · Паламарчук 81′ | протокол (укр.) |                    |

| «Металлург» (Никополь) | 0:3             | «Ворскла» (Полтава)                       |
| ---------------------- | --------------- | ----------------------------------------- |
|                        | протокол (укр.) | 7′ Марченко · 41′ Чуйченко · 45′ Самойлов |

## 1/8 финала
| Команда 1                   | Счёт         | Команда 2                       |
| --------------------------- | ------------ | ------------------------------- |
| 17 октября 1996 года        |              |                                 |
| «Карпаты» (Львов)           | 1:0          | «Волынь» (Луцк)                 |
| «Кремень» (Кременчуг)       | 3:5          | «Металлург» (Запорожье)         |
| «Черноморец» (Одесса)       | 7:0          | «Карпаты» (Мукачево)            |
| «Днепр» (Днепропетровск)    | 2:0          | «Торпедо» (Запорожье)           |
| «Нива» (Винница)            | 0:0 (п. 4:3) | «Динамо» (Киев)                 |
| ЦСКА (Киев)                 | 1:0          | «Полиграфтехника» (Александрия) |
| «Звезда-НИБАС» (Кировоград) | 0:1          | «Шахтер» (Донецк)               |
| «Ворскла» (Полтава)         | 2:0          | «Химик» (Северодонецк)          |

### Результаты матчей
| «Днепр» (Днепропетровск) | 2:0             | «Торпедо» (Запорожье) |
| ------------------------ | --------------- | --------------------- |
| Белкин 74′ · Шаран 75′   | протокол (укр.) |                       |

| «Нива» (Винница)                            | 0:0 (доп. вр.)  | «Динамо» (Киев)                                      |
| ------------------------------------------- | --------------- | ---------------------------------------------------- |
|                                             | протокол (укр.) |                                                      |
| Пенальти                                    |                 |                                                      |
| Соловьенко · Бровченко · Романчук · Демидяк | 4:3             | Ребров · Михайленко · Косовский · Беженар · Шкапенко |

| ЦСКА (Киев) | 1:0             | «Полиграфтехника» (Александрия) |
| ----------- | --------------- | ------------------------------- |
| Вус 74′     | протокол (укр.) |                                 |

| «Звезда-НИБАС» (Кировоград) | 0:1             | «Шахтер» (Донецк) |
| --------------------------- | --------------- | ----------------- |
|                             | протокол (укр.) | 74′ Шищенко       |

| «Карпаты» (Львов) | 1:0             | «Волынь» (Луцк) |
| ----------------- | --------------- | --------------- |
| Колесник 55′      | протокол (укр.) |                 |

| «Кремень» (Кременчуг)         | 3:5             | «Металлург» (Запорожье)                         |
| ----------------------------- | --------------- | ----------------------------------------------- |
| Федьков 55′, 59′ · Чернов 69′ | протокол (укр.) | 18′, 64′, 69′ Крипак · 60′ Иванов · 88′ Колодин |

| «Черноморец» (Одесса)                                                                                   | 7:0             | «Карпаты» (Мукачево) |
| --- | --------------- | -------------------- |
| Сак 8′ (пен.) · Чумаченко 39′ · Мглинец 47′ · Николайчук 55′ · Бабич 70′ · Селезнёв 78′ · Мусолитин 85′ | протокол (укр.) |                      |

| «Ворскла» (Полтава) | 2:0             | «Химик» (Северодонецк) |
| ------------------- | --------------- | ---------------------- |
| Шарий 14′, 55′      | протокол (укр.) |                        |

## Четвертьфиналы
| Команда 1             | Итог | Команда 2                | 1-й матч | 2-й матч |
| --------------------- | ---- | ------------------------ | -------- | -------- |
| «Карпаты» (Львов)     | 1:4  | «Металлург» (Запорожье)  | 1:1      | 0:3      |
| «Черноморец» (Одесса) | 0:4  | «Днепр» (Днепропетровск) | 0:1      | 0:3      |
| ЦСКА (Киев)           | 3:1  | «Нива» (Винница)         | 2:0      | 1:1      |
| «Ворскла» (Полтава)   | 1:2  | «Шахтер» (Донецк)        | 0:0      | 1:2      |

### Первые игры
| «Карпаты» (Львов) | 1:1             | «Металлург» (Запорожье) |
| ----------------- | --------------- | ----------------------- |
| Покладок 44′      | протокол (укр.) | 40′ Полтавец            |

| «Черноморец» (Одесса) | 0:1             | «Днепр» (Днепропетровск) |
| --------------------- | --------------- | ------------------------ |
|                       | протокол (укр.) | 40′ Белкин               |

| ЦСКА (Киев)                        | 2:0             | «Нива» (Винница) |
| ---------------------------------- | --------------- | ---------------- |
| Левченко 12′ · Селезнёв 58′ (пен.) | протокол (укр.) |                  |

| «Ворскла» (Полтава) | 0:0             | «Шахтер» (Донецк) |
| ------------------- | --------------- | ----------------- |
|                     | протокол (укр.) |                   |

### Ответные матчи
| «Металлург» (Запорожье)               | 3:0             | «Карпаты» (Львов) |
| ------------------------------------- | --------------- | ----------------- |
| Каряка 32′ · Олейник 39′ · Крипак 86′ | протокол (укр.) |                   |

| «Днепр» (Днепропетровск)                     | 3:0             | «Черноморец» (Одесса) |
| -------------------------------------------- | --------------- | --------------------- |
| Шаран 17′ · Корпонай 20′ · Белкин 71′ (пен.) | протокол (укр.) |                       |

| «Нива» (Винница)  | 1:1             | ЦСКА (Киев)   |
| ----------------- | --------------- | ------------- |
| Рябцев 66′ (пен.) | протокол (укр.) | 52′ Ковальчук |

| «Шахтер» (Донецк)                 | 2:1             | «Ворскла» (Полтава) |
| --------------------------------- | --------------- | ------------------- |
| Поцхверия 47′ · Леонов 71′ (пен.) | протокол (укр.) | 44′ Самойлов        |

## Полуфиналы
| Команда 1                | Итог | Команда 2               | 1-й матч | 2-й матч |
| ------------------------ | ---- | ----------------------- | -------- | -------- |
| «Днепр» (Днепропетровск) | 3:2  | «Металлург» (Запорожье) | 3:0      | 0:2      |
| «Шахтер» (Донецк)        | 5:1  | ЦСКА (Киев)             | 2:1      | 3:0      |

### Первые игры
| «Шахтер» (Донецк)             | 2:1             | ЦСКА (Киев) |
| ----------------------------- | --------------- | ----------- |
| Кривенцов 54′ · Поцхверия 66′ | протокол (укр.) | 71′ Полищук |

| «Днепр» (Днепропетровск)   | 3:0             | «Металлург» (Запорожье) |
| -------------------------- | --------------- | ----------------------- |
| Шаран 16′ · Мороз 33′, 52′ | протокол (укр.) |                         |

### Ответные игры
| ЦСКА (Киев) | 0:3             | «Шахтер» (Донецк)                      |
| ----------- | --------------- | -------------------------------------- |
|             | протокол (укр.) | 18′ Бабий · 44′ Поцхверия · 87′ Онопко |

| «Металлург» (Запорожье) | 2:0             | «Днепр» (Днепропетровск) |
| ----------------------- | --------------- | ------------------------ |
| Крипак 68′ · Каряка 76′ | протокол (укр.) |                          |

## Финал
Финальный матч состоялся 25 мая 1997 года в Киеве на национальном спортивном комплексе «Олимпийский»
| «Шахтёр» (Донецк) | 1:0             | «Днепр» (Днепропетровск) |
| ----------------- | --------------- | ------------------------ |
| Ателькин 36′      | Протокол (укр.) |                          |

| Обладатель Кубка Украины 1996/97 |
| -------------------------------- |
| «Шахтёр» (Донецк) 2-й титул      |

## Лучшие бомбардиры
| Место | Игрок                 | Клуб         | Матчи | Голы (пен.) |
| ----- | --------------------- | ------------ | ----- | ----------- |
| 1     | Яков Крипак           | Металлург З  | 6     | 5           |
| 2     | Юрий Гетьман          | Металлург М  | 3     | 3           |
| 3     | Пётр Голубка          | Волынь       | 3     | 3           |
| 4     | Александр Криворучко  | Оскол        | 3     | 3           |
| 5     | Александр Краснянский | Портовик И   | 4     | 3           |
| 6     | Вадим Вус             | ЦСКА, ЦСКА-2 | 5     | 3           |
| 7     | Виктор Белкин         | Днепр Д      | 5     | 3 (1)       |
| 8     | Михаил Поцхверия      | Шахтёр Д     | 6     | 3           |
| 9     | Владимир Шаран        | Днепр Д      | 7     | 3           |
| 10    | Раис Теркулов         | Шахтер М     | 4     | 2           |